# Lalela Mswane
Lalela Mswane (sinh ngày 27 tháng 3 năm 1997) là người mẫu Nam Phi đã đăng quang cuộc thi Hoa hậu Nam Phi 2021. Cô đạt thành tích Á hậu 2 tại Hoa hậu Hoàn vũ 2021. Sau đó cô dự thi Hoa hậu Siêu quốc gia 2022 và trở thành người thắng cuộc

## Tiểu sử
Mswane sinh ra ở Richards Bay, thuộc tỉnh KwaZulu-Natal, Nam Phi. Sau khi hoàn thành chương trình học trung học, Mswane đăng ký vào Đại học Pretoria, sau đó tốt nghiệp với bằng Cử nhân Luật.
Trước khi trở thành Hoa hậu Nam Phi, Mswane cũng từng là người mẫu chuyên nghiệp.

## Các cuộc thi sắc đẹp

### Martic Experience 2015
Mswane bắt đầu sự nghiệp thi hoa hậu của mình sau khi tham gia cuộc thi Matric Experience 2015 và dừng chân tại ngôi vị Á hậu 1.

### Hoa hậu Nam Phi 2021
Mswane là một trong 30 thí sinh lọt vào danh sách của cuộc thi Hoa hậu Nam Phi 2021. Sau các vòng phỏng vấn và bình chọn, cô đuợc lọt vào Top 10, Top 5 rồi đến Top 3 ứng xử. Phần trả lời ứng xử của cô đã đưa cô trở thành Hoa hậu Nam Phi 2021.

### Hoa hậu Hoàn vũ 2021
Mswane đại diện cho Nam Phi tại cuộc thi Hoa hậu Hoàn vũ 2021. Cô đạt được danh hiệu Á hậu 2 chung cuộc.

### Hoa hậu Siêu quốc gia 2022
Cô tiếp tục được chỉ định trở thành đại diện cho Nam Phi. Sau nhiều vòng thi đấu cô đã vượt qua 68 người đẹp khác xuất sắc trở thành người thắng cuộc và là Hoa hậu Siêu quốc gia đầu tiên đến từ Nam Phi.